# Liste der Biografien/Sig
Liste der Biografien |
Portal Biografien |
Personensuche
# |
A |
B |
C |
D |
E |
F |
G |
H |
I |
J |
K |
L |
M |
N |
O |
P |
Q |
R |
S |
T |
U |
V |
W |
X |
Y |
Z |
?
 
Sa |
Sb |
Sc |
Sd |
Se |
Sf |
Sg |
Sh |
Si |
Sj |
Sk |
Sl |
Sm |
Sn |
So |
Sp |
Sq |
Sr |
Ss |
St |
Su |
Sv |
Sw |
Sy |
Sz
 
Sia |
Sib |
Sic |
Sid |
Sie |
Sif |
Sig |
Sih |
Sii |
Sij |
Sik |
Sil |
Sim |
Sin |
Sio |
Sip |
Siq |
Sir |
Sis |
Sit |
Siu |
Siv |
Siw |
Six |
Siy |
Siz
Die Liste der Biografien führt alle Personen auf, die in der deutschsprachigen Wikipedia einen Artikel haben. Dieses ist eine Teilliste mit 385 Einträgen von Personen, deren Namen mit den Buchstaben „Sig“ beginnt.

## Sig

### Siga
- Siğa, Deniz (* 1989), türkischer Fußballspieler
- Sigai, Ingrid El (* 1966), deutsch-ägyptische Sopranistin, Sprecherin und Moderatorin
- Sigal, Helena (* 1996), deutsche Moderatorin und Schauspielerin
- Sigal, Hugo (* 1947), belgischer Sänger
- Sigal, Isaak Jakowlewitsch (* 1927), sowjetisch-ukrainischer Wissenschaftler und Hochschullehrer
- Sigal, Israel Michael (* 1945), israelischer Mathematiker
- Sigala, britischer DJ und ProduzentSigala

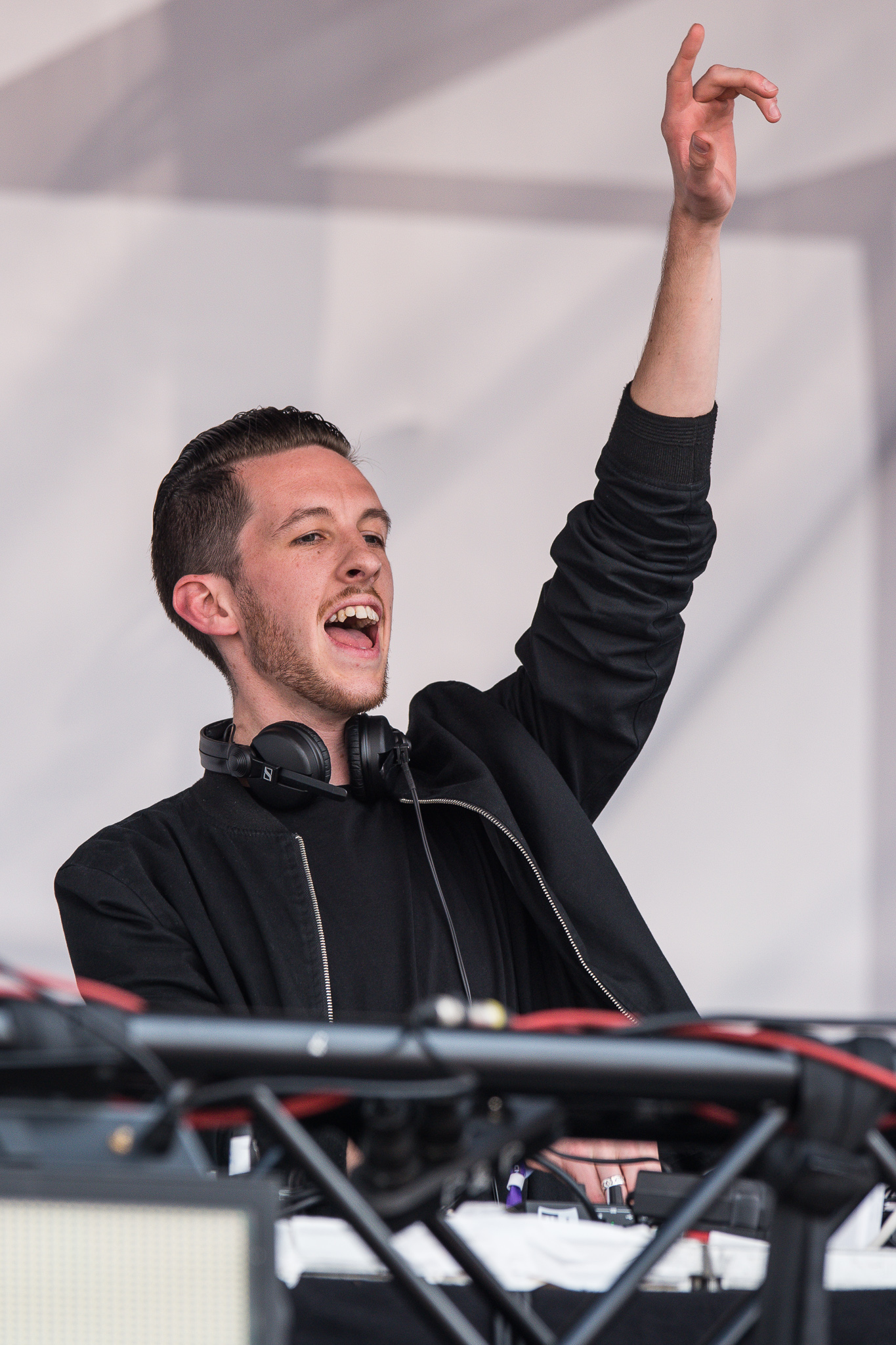
Sigala

- Sigala, Massimo (* 1951), italienischer Autorennfahrer
- Sigalas, Giorgos (* 1971), griechischer Basketballspieler
- Sigaldi, Emma de (1910–2010), deutsche Balletttänzerin und monegassische Bildhauerin
- Sigales, Maximiliano (* 1993), uruguayischer Fußballspieler
- Sigalet, Jonathan (* 1986), kanadischer Eishockeyspieler
- Sigalin, Józef (1909–1983), polnischer Architekt und Stadtplaner
- Sigalini, Domenico (* 1942), italienischer Geistlicher, emeritierter römisch-katholischer Bischof von Palestrina
- Sigall, Harold (* 1943), US-amerikanischer Sozialpsychologe und Professor
- Sigalos, Dennis (* 1959), US-amerikanischer Speedwayfahrer
- Sigampa, Fabriciano (1936–2021), argentinischer Geistlicher und römisch-katholischer Erzbischof von Resistencia
- Sigangirow, Farid (* 1954), sowjetischer Hockeyspieler
- Siganidis, Mihalis (* 1958), griechischer Jazzmusiker (Kontrabass, Komposition)
- Sigarew, Wassili Wladimirowitsch (* 1977), russischer Filmregisseur, Theater- und Drehbuchautor, Filmproduzent und Kameramann
- Sigarrostegui García, Leticia (* 1975), spanische Schriftstellerin
- Sigart, Josane (1909–1999), belgische Tennisspielerin
- Sigatschow, Dawid (* 1989), russischer Rennfahrer
- Sigatschow, Dmitri (* 1960), russisches ehemaliges KGB und Sektenmitglied und Terrorist
- Sigaud de Lafond, Joseph-Aignan (1730–1810), französischer Physiker und Mediziner
- Sigaud, Geraldo de Proença (1909–1999), brasilianischer Ordensgeistlicher, Erzbischof von Diamantina

### Sigc
- Sigcau, Botha (1913–1978), südafrikanischer Politiker in Transkei
- Sigcau, Stella (1937–2006), südafrikanische Politikerin in Transkei und Südafrika

### Sigd
- Sigdell, Jan Erik (* 1938), schwedischer Therapeut und Buchautor

### Sige
- Sigea, Luisa († 1560), spanische Humanistin, Dichterin, Philosophin und Universalgelehrte der Renaissance
- Sigebald († 741), Bischof von Metz
- Sigeberht, König von Wessex (756–757)
- Sigeberht I. von Essex, König des angelsächsischen Königreichs Essex
- Sigeberht II. von Essex, König des angelsächsischen Königreiches Essex
- Sigebert, König des angelsächsischen Reiches East Anglia und Heiliger
- Sigebert von Gembloux († 1112), Chronist
- Sigebert von Minden († 1036), Bischof von Minden
- Sigebodo von Stendal, Bischof von Havelberg (1206/07–1219/20)
- Sigeferth, Bischof von Selsey
- Sigefridus, Goldschmied
- Sigegar, Bischof von Wells
- Sigehard, Graf im Lüttichgau und im Hennegau
- Sigehard, Benediktinerabt
- Sigeheard, König von Essex
- Sigehelm († 933), Bischof von Sherborne
- Sigei, Richard Kiprotich (* 1984), kenianischer Langstreckenläufer
- Sigei, William (* 1969), kenianischer Leichtathlet und ehemaliger Weltrekordler
- Sigel, Alfred (1921–2017), deutscher Urologe
- Sigel, Beanie (* 1974), US-amerikanischer Rapper
- Sigel, Dany (* 1939), österreichische Schauspielerin
- Sigel, Edmund von (1805–1866), deutscher evangelischer Theologe
- Sigel, Erwin von (1884–1967), deutscher Mittel- und Langstreckenläufer
- Sigel, Franz (1824–1902), deutscher Offizier im Großherzogtum Baden, Kriegsminister der badischen Revolutionäre, General im Amerikanischen BürgerkriegFranz Sigel (1824–1902)

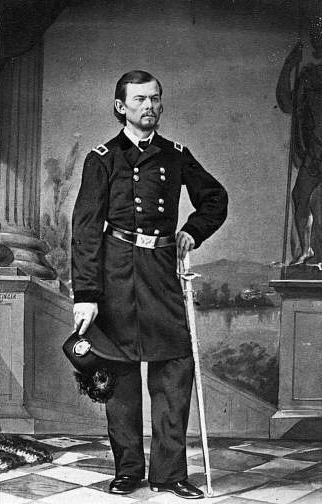
Franz Sigel (1824–1902)

- Sigel, Irving E. (1921–2006), US-amerikanischer Entwicklungspsychologe und Professor
- Sigel, Karl Friedrich von (1808–1872), württembergischer Politiker und Finanzminister
- Sigel, Kurt (1931–2022), deutscher Schriftsteller
- Sigel, Marty, US-amerikanischer Pokerspieler
- Sigel, Newton Thomas (* 1955), US-amerikanischer Kameramann
- Sigel, Richard (* 1977), deutscher Verwaltungsjurist, Kommunalpolitiker (parteilos) und Landrat des Rems-Murr-Kreises
- Sigel, Robert (1820–1869), deutscher Kommunalpolitiker und Landtagsabgeordneter
- Sigel, Walter (1906–1944), deutscher Luftwaffenoffizier und Stuka-Kommandeur im Zweiten Weltkrieg
- Sigelo († 1194), Kanzler
- Sigena von Leinungen, Erbin von Morungen und Gatersleben
- Siger von Brabant, französischer Philosoph
- Siger von Courtrai († 1341), Scholastiker
- Sigér, Dávid (* 1990), ungarischer Fußballspieler
- Sigered, Mitkönig in Kent
- Sigered, König bzw. Herzog von Essex
- Sigeric I., König von Essex
- Sigeric II., König von Essex
- Sigerich († 415), König der Westgoten
- Sigerich († 768), Bischof von Regensburg
- Sigerich der Ernste († 994), Erzbischof von Canterbury, Bischof von Ramsbury
- Sigerist, Henry E. (1891–1957), Schweizer Medizinhistoriker und Medizintheoretiker
- Sigerst, Judas Thaddäus (1735–1806), deutscher Benediktinerabt
- Sigersted, Mads (* 1972), dänischer Basketballspieler und -trainer
- Sigerud, Erik (* 1977), schwedischer Künstler
- Sigerus, Emil (1854–1947), siebenbürgischer Volkskundler
- Sigewin von Are († 1089), Erzbischof von Köln

### Sigf
- Sigfrid, Karl (* 1977), schwedischer Politiker (Moderata samlingspartiet), Mitglied des Riksdag
- Sigfridsson, Henri (* 1974), finnischer Pianist
- Sigfridsson, Margaretha (* 1976), schwedische Curlerin
- Sigfried, Wikingerführer
- Sigfús Daðason (1928–1996), isländischer Dichter, Verleger, Übersetzer und Hochschullehrer
- Sigfús Einarsson (1877–1939), isländischer Komponist
- Sigfús Sigurðsson (1922–1999), isländischer Leichtathlet
- Sigfús Sigurðsson (* 1975), isländischer Handballspieler

### Sigg
- Sigg, Carola (* 1974), deutsche Schauspielerin
- Sigg, Ernst (1892–1966), Schweizer Kirchenmusiker und Gymnasiallehrer
- Sigg, Eugen (1898–1994), Schweizer Ruderer
- Sigg, Eva (* 1950), finnische Schwimmerin
- Sigg, Ferdinand (1877–1930), Schweizer Industrieller
- Sigg, Ferdinand (1902–1965), Schweizer Geistlicher und Bischof
- Sigg, Jean (1865–1922), Schweizer Lehrer, Gewerkschafter und Politiker
- Sigg, Johannes (1874–1939), Schweizer Journalist und sozialdemokratischer Politiker
- Sigg, Laura (* 1951), Titularprofessorin an der ETHZ
- Sigg, Martina (* 1960), Schweizer Politikerin (FDP)
- Sigg, Oswald (* 1944), Schweizer Beamter
- Sigg, Otto (* 1943), Schweizer Historiker
- Sigg, Stephan (* 1983), Schweizer römisch-katholischer Theologe und Autor
- Sigg, Uli (* 1946), Schweizer KunstsammlerUli Sigg (* 1946)

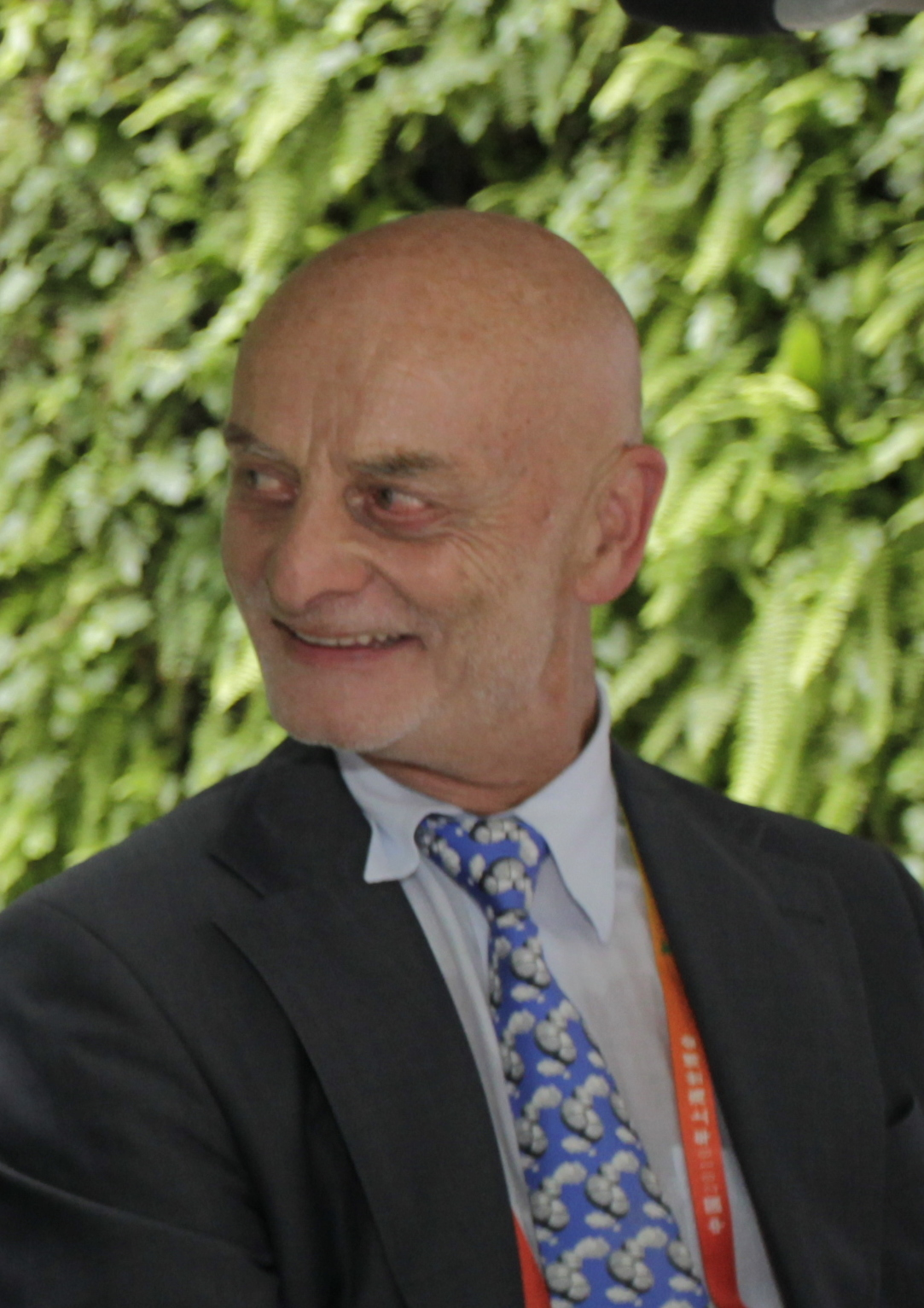
Uli Sigg (* 1946)

- Sigg, Winfried (* 1961), deutscher Behindertensportler
- Sigga (* 1962), isländische Popsängerin
- Siggel, Alfred (1884–1959), deutscher Orientalist, Hochschullehrer, Politiker und im damaligen Bezirk Lichtenberg, Bezirksbürgermeister
- Siggelkow, Bernd (* 1964), deutscher Sozialarbeiter
- Siggelkow, Nicolaj (* 1970), deutscher Wirtschaftswissenschaftler
- Siggen, Jean-Pierre (* 1962), Schweizer Politiker, Staatsrat des Kantons Freiburg
- Siggiricus, germanischer Metallhandwerker

### Sigh
- Sighart, Joachim (1824–1867), deutscher Theologe, Kunsthistoriker und Lokalhistoriker
- Sighel, Arianna (* 1996), italienische Shorttrackerin
- Sighel, Pietro (* 1999), italienischer Shorttracker
- Sighel, Roberto (* 1967), italienischer Eisschnellläufer
- Sighele, Scipio (1868–1913), italienischer Kriminologe, Anthropologe und Pionier der Massenpsychologie
- Sighere, König von Essex

### Sigi
- Sigibert I. († 575), Frankenkönig aus dem Haus der MerowingerSigibert I. († 575)

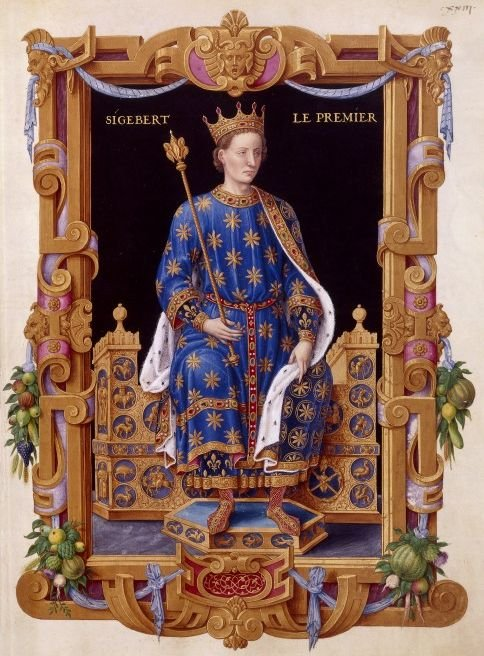
Sigibert I. († 575)

- Sigibert II. (602–613), merowingischer König des Frankenreichs
- Sigibert III. (630–656), fränkischer König (Merowinger)
- Sigibert von Köln, König der rheinfränkischen bzw. ripuarischen Franken
- Sigibodo I., Bischof von Speyer
- Sigibodo II. von Lichtenberg, Bischof von Speyer
- Sigibot, Graf von Tübingen und Mitstifter des Klosters Blaubeuren
- Sigifredus von Canossa, Stammvater der Grafen von Canossa
- Sigillo, Hugh de, schottischer Geistlicher
- Sigiloch, deutscher Benediktinerabt
- Sigimanu, Ethel, salomonische Regierungsbeamtin
- Sigimund, Bischof von Mainz
- Sigimund von Halberstadt, Bischof von Halberstadt
- Sığırcı, Mehmet Enes (* 1993), türkischer Fußballspieler
- Sigisbert von Disentis, Eremit und Heiliger
- Sigismondi, Alberto (* 1957), italienischer Politiker
- Sigismondi, Floria (* 1965), italienisch-kanadische Fotografin und Regisseurin
- Sigismondi, Gualtiero (* 1961), italienischer Geistlicher, römisch-katholischer Bischof von Orvieto-Todi
- Sigismondi, Oliver (* 1969), österreichischer Fußballspieler
- Sigismondi, Pietro (1908–1967), italienischer Geistlicher, Kurienerzbischof der römisch-katholischen Kirche
- Sigismund († 524), König der Burgunden
- Sigismund († 1544), 45. Abt des Stiftes Heiligenkreuz
- Sigismund (1368–1437), römisch-deutscher KaiserSigismund (1368–1437)

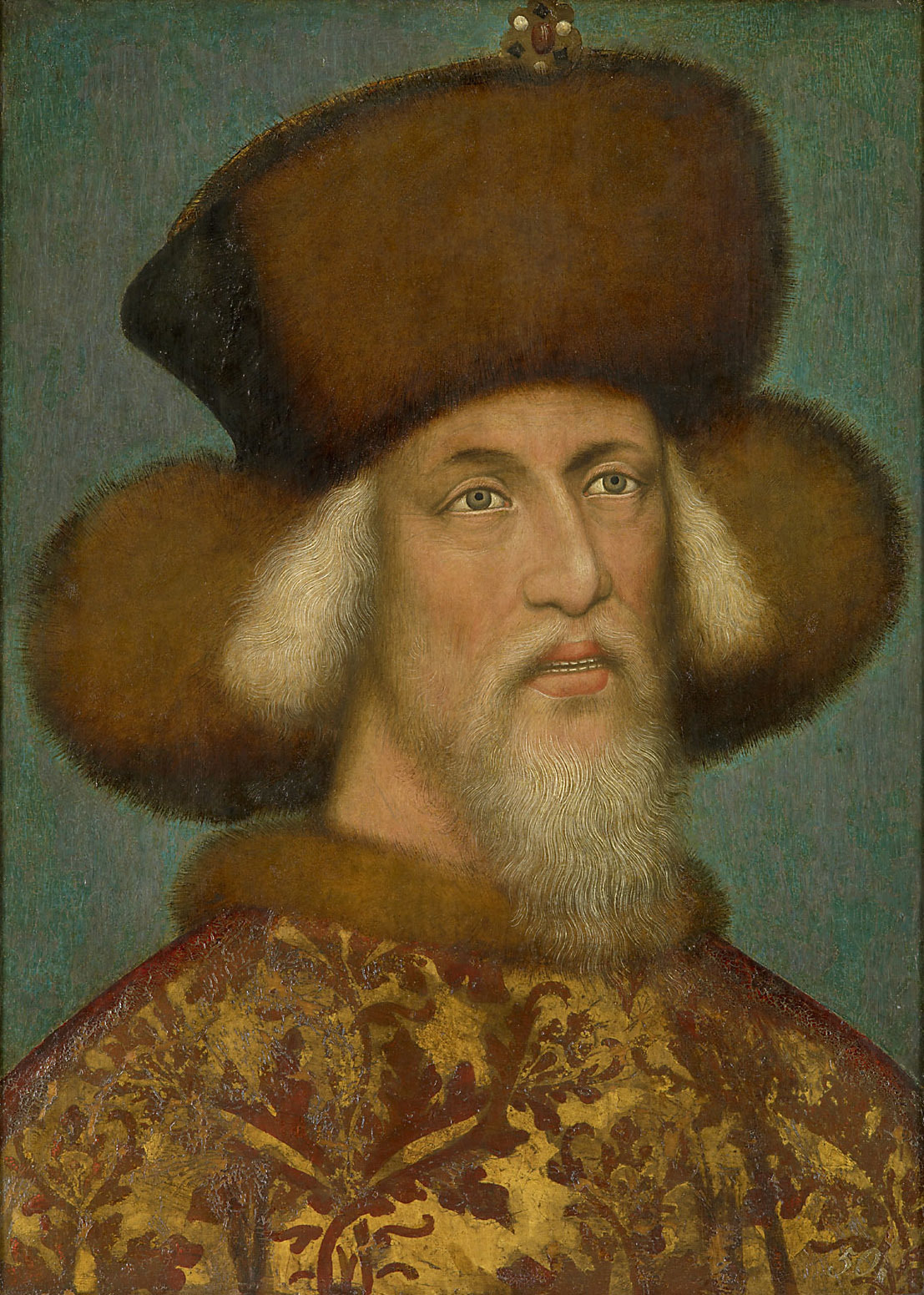
Sigismund (1368–1437)

- Sigismund (1592–1640), brandenburgischer Statthalter in Kleve
- Sigismund August (1560–1600), Mitregent des Herzogtums Mecklenburg-Schwerin
- Sigismund Franz (1630–1665), Landesfürst von Tirol (1662–1665)
- Sigismund I. (1467–1548), fünfter Herrscher des Litauischen Hauses der JagiellonenSigismund I. (1467–1548)

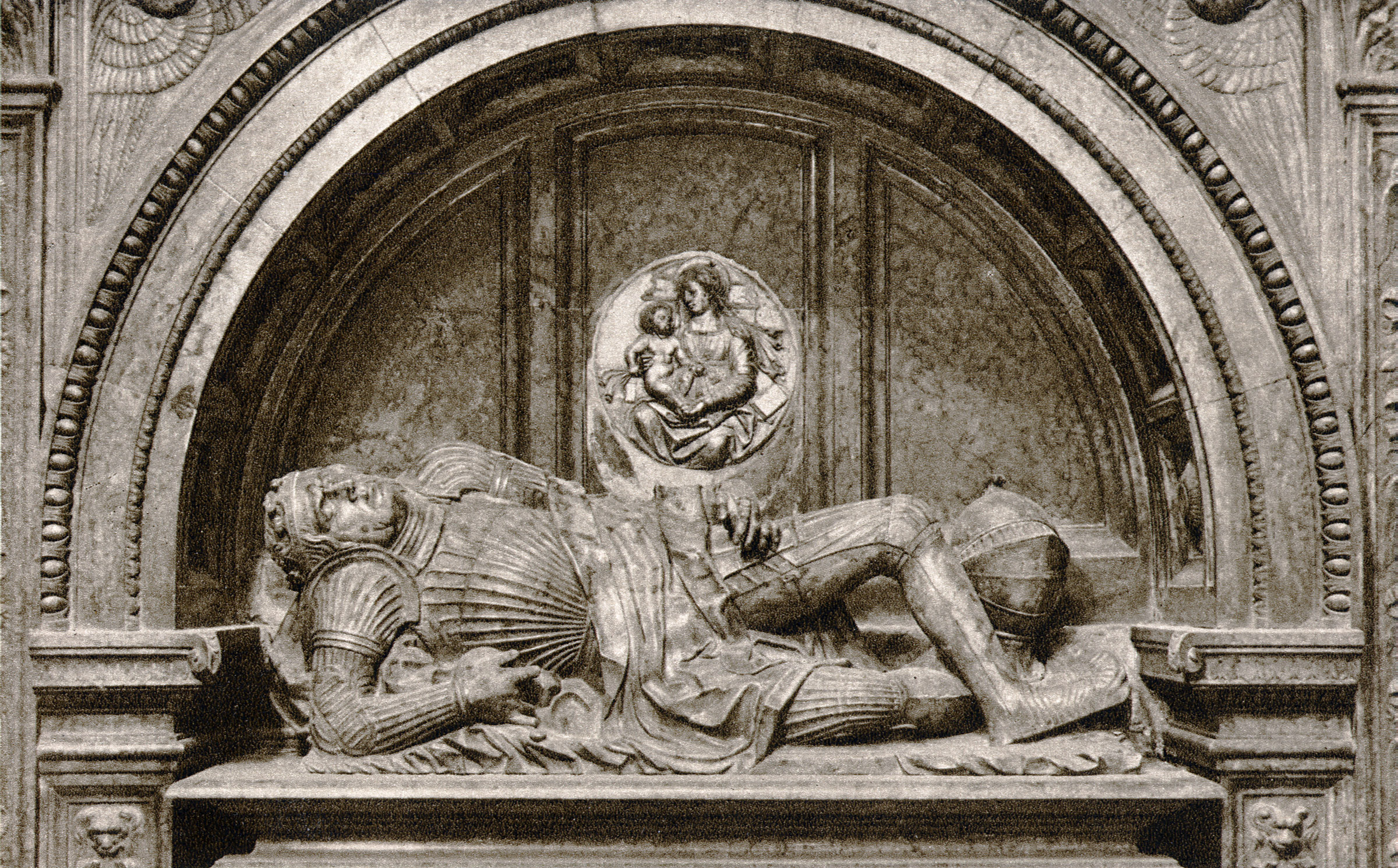
Sigismund I. (1467–1548)

- Sigismund I. von Volkersdorf († 1461), Salzburger Erzbischof
- Sigismund II. August (1520–1572), König von Polen, Großfürst von Litauen, letzter König der Jagiellonen
- Sigismund III. (1456–1487), Fürst von Anhalt-Dessau
- Sigismund III. Christoph von Schrattenbach (1698–1771), Erzbischof von Salzburg (1753–1771)
- Sigismund Kasimir Wasa (1640–1647), Prinz des polnisch-litauischen Hauses Wasa
- Sigismund Kęstutaitis († 1440), Großfürst von Litauen
- Sigismund von Brandenburg (1538–1566), Erzbischof von Magdeburg und Bischof von Halberstadt
- Sigismund von Lindenau († 1544), Bischof von Merseburg
- Sigismund von Österreich (1826–1891), Erzherzog von Österreich und kaiserlich-österreichischer Feldmarschalleutnant
- Sigismund von Sachsen (1416–1471), Bischof von Würzburg
- Sigismund von Weimar-Orlamünde († 1447), Graf
- Sigismund, Berthold (1819–1864), deutscher Arzt, Pädagoge, Schriftsteller, Dichter und Politiker
- Sigismund, Ernst (1873–1953), deutscher Lehrer und Kunsthistoriker
- Sigismund, Florenz Friedrich (1791–1877), deutscher Jurist und Dichter
- Sigismund, Ursula (1912–2004), deutsche Schriftstellerin
- Sigisvultus, weströmischer Heermeister

### Sigl
- Sigl, Albert (* 1953), deutscher Schriftsteller
- Sigl, August (1868–1936), österreichischer Politiker, Landtagsabgeordneter
- Sigl, Edip (* 1985), deutscher Koch
- Sigl, Florian, deutscher Regisseur, Autor und Produzent
- Sigl, Gebhard Paul Maria (* 1949), österreichischer Ordensgeistlicher
- Sigl, Georg (1811–1887), österreichischer Maschinenbauer und Unternehmer
- Sigl, Günther (* 1947), deutscher Sänger und Bassist
- Sigl, Hans (* 1969), österreichischer Schauspieler
- Sigl, Ignaz (1902–1986), österreichischer Fußballnationalspieler
- Sigl, Johann Baptist (1839–1902), deutscher Journalist, Herausgeber und Politiker, MdR
- Sigl, Maximilian (* 1994), deutscher Eishockeytorwart
- Sigl, Melanie (* 1974), deutsche Schauspielerin
- Sigl, Ramses (* 1962), deutsch-jordanischer Choreograf
- Sigl, Robert (* 1943), österreichischer Politiker (SPÖ), Abgeordneter zum Nationalrat
- Sigl, Robert (* 1962), deutscher Drehbuchautor und Regisseur
- Sigl, Rudolf (1928–1998), deutscher Geodät, Professor und Direktor des Instituts für Astronomische und Physikalische Geodäsie der TU München
- Sigl, Susanne, deutsche Sängerin, Songwriterin, Fotografin und WerbefilmproduzentinSusanne Sigl

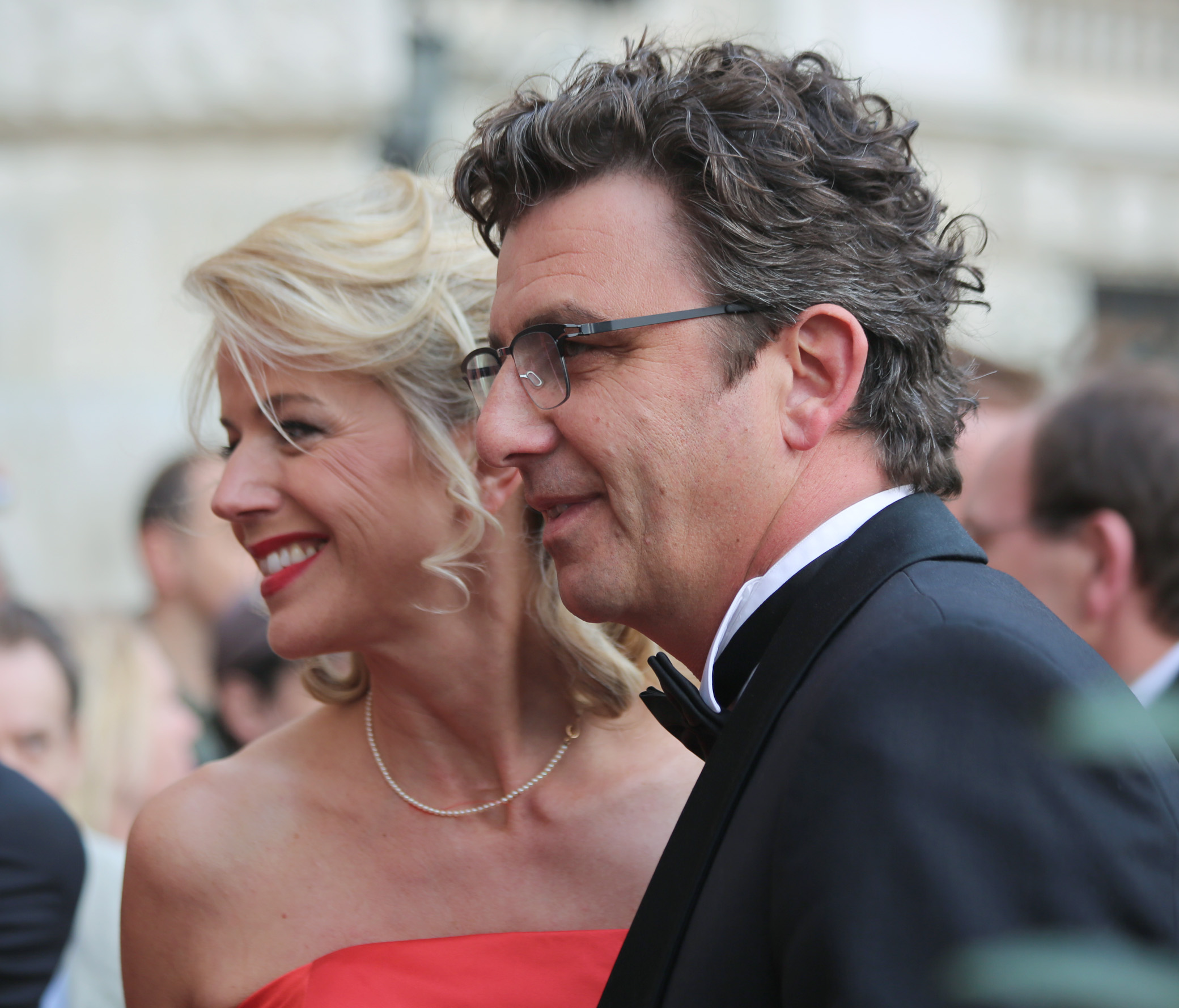
Susanne Sigl

- Sigl, Thomas (* 1903), deutscher Bildhauer
- Sigl, Tobias (* 1996), österreichischer Schauspieler
- Sigl, Viktor (* 1954), oberösterreichischer Landesrat
- Sigl, Wolfgang (* 1972), mehrfacher Weltmeister im Rudern
- Sigl-Glöckner, Philippa (* 1990), deutsche Wirtschaftswissenschaftlerin und Gründungsdirektorin der Denkfabrik Dezernat Zukunft
- Sigle, Ernst (1872–1960), deutscher Unternehmer
- Sigle, Jakob (1861–1935), Schuhmacher in Kornwestheim
- Sigle, Reinhard (* 1954), deutscher Bildhauer, Installationskünstler und Kunstpädagoge
- Sigler, Jamie-Lynn (* 1981), US-amerikanische Schauspielerin
- Sigler, Kim (1894–1953), Gouverneur von Michigan
- Sigler, Manhart (1945–2014), deutscher Handballspieler
- Sigler, Noam, US-amerikanischer Schauspieler
- Sigler, Sebastian (* 1964), deutscher Historiker und Journalist
- Sigling, Gustav (1875–1943), deutscher Parlamentarier und Bauunternehmer
- Sigloch, Daniel (1873–1961), deutscher Bauingenieur und kommunaler Baubeamter
- Sigloch, Heinrich (1920–1998), deutscher Jurist
- Sigloch, Jochen (* 1944), deutscher Wirtschaftswissenschaftler

### Sigm
- Sigmair, Peter (1775–1810), Tiroler Freiheitskämpfer
- Sigman, Carl (1909–2000), US-amerikanischer Songwriter
- Sigman, Stephanie (* 1987), mexikanische Schauspielerin in Film und FernsehenStephanie Sigman (* 1987)

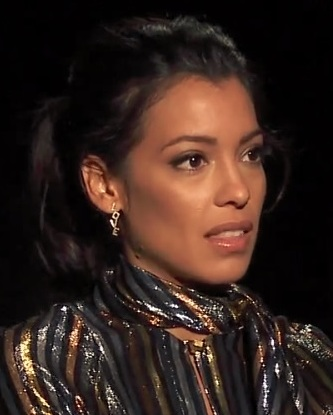
Stephanie Sigman (* 1987)

- Sigmirean, Dumitru (1959–2013), rumänischer Fußballspieler
- ’Sigmond, Dezső (1844–1906), ungarischer Spirituosenfabrikant, Politiker und Reichstagsabgeordneter
- Sigmond, Júlia (1929–2020), rumänische Schriftstellerin, Schauspielerin und Esperantistin
- Sigmund der Ältere, Bruder von Torbjørn Gøtuskegg und gleichzeitig der Vater von Brestir und Beinir
- Sigmund, Anna Maria (* 1955), österreichische Historikerin und Autorin
- Sigmund, Anne-Marie (* 1941), österreichische Politikerin, Präsidentin des Europäischen Wirtschafts- und Sozialausschusses
- Sigmund, Ben (* 1981), neuseeländischer Fußballspieler
- Sigmund, David (1788–1865), österreichischer Unternehmer und Politiker, Vizebürgermeister von Graz
- Sigmund, Elisabeth (1914–2013), österreichische Kosmetologin, Mitbegründerin der Dr. Hauschka-Kosmetik
- Sigmund, Elsbeth (* 1942), Schweizer Schauspielerin und LehrerinElsbeth Sigmund (* 1942)

Elsbeth Sigmund (* 1942)

- Sigmund, Ernst (1946–2015), deutscher Physiker
- Sigmund, Hilarius (1665–1734), österreichischer Zisterzienserabt
- Sigmund, Joseph von (1820–1901), deutscher Diplomat und Politiker, MdR
- Sigmund, Karl (* 1945), österreichischer Mathematiker
- Sigmund, Oskar (1919–2008), deutscher Komponist, Organist und Musikwissenschaftler
- Sigmund, Petra (* 1966), deutsche Diplomatin
- Sigmund, Regina (* 1963), deutsche Judoka
- Sigmund, Rudolf (1903–1976), österreichischer Politiker (SPÖ), Landtagsabgeordneter
- Sigmund, Su, österreichische Kostümbildnerin
- Sigmund, Thomas (* 1966), deutscher Journalist
- Sigmund, Wilhelm (1903–1982), österreichischer Politiker (SPÖ)
- Sigmundstad, Birgitte (* 1969), norwegische Künstlerin, Fotografin und Dokumentarfilmerin
- Sigmundt, Adolf (1845–1918), deutscher Opernsänger (Tenor), Komponist und Gesangspädagoge
- Sigmundt, Friedrich (1856–1917), österreichischer Architekt
- Sigmundt, Johann Conrad (1811–1867), württembergischer Oberamtmann
- Sigmundur Brestisson (961–1005), färöischer Wikingerhäuptling
- Sigmundur Davíð Gunnlaugsson (* 1975), isländischer Politiker
- Sigmundur Ernir Rúnarsson (* 1961), isländischer Politiker (Allianz)

### Sign
- Signac, Paul (1863–1935), französischer Maler und GrafikerPaul Signac (1863–1935)

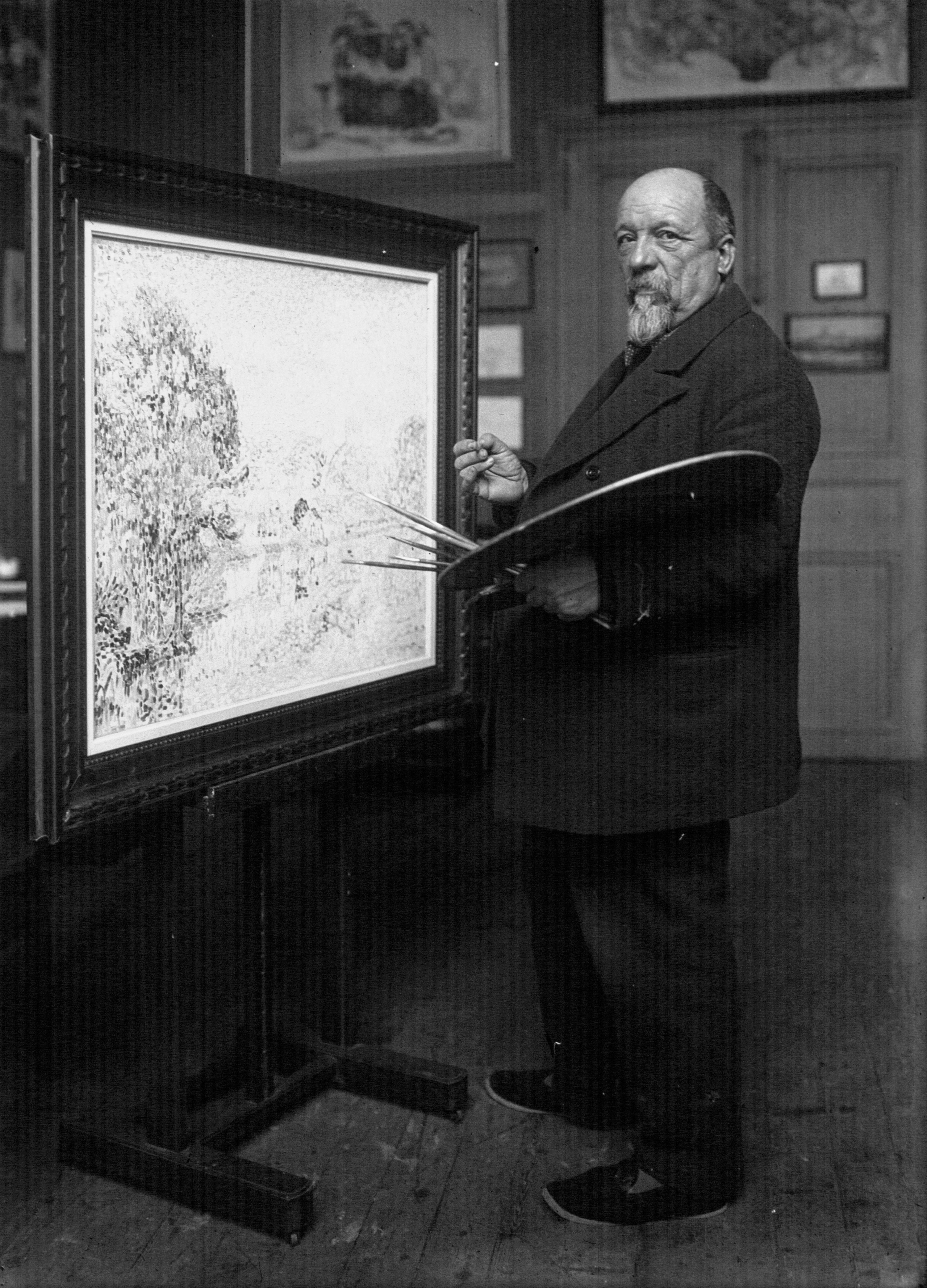
Paul Signac (1863–1935)

- Signani, Lorenzo (1804–1863), italienischer Geistlicher
- Signani, Matteo (* 1979), italienischer Boxer
- Signaté, Mariama (* 1985), französische Handballspielerin
- Signego, Alessio (* 1983), italienischer Radrennfahrer
- Signell, Henrik (* 1976), schwedischer Handballspieler und Handballtrainer
- Signer, Alfred (1917–2001), Schweizer Musiker, Komponist und Dirigent aus dem Kanton Appenzell Innerrhoden
- Signer, David (* 1964), Schweizer Ethnologe, Journalist und Schriftsteller
- Signer, Jakob (1835–1915), Schweizer Textilunternehmer und Politiker
- Signer, Josef (1904–1983), Schweizer Musiker und Dirigent
- Signer, Leutfrid (1897–1963), Schweizer römisch-katholischer Geistlicher und Pädagoge
- Signer, Marcus (* 1964), schweizerischer Schauspieler
- Signer, Paul (* 1955), Schweizer Politiker, Landammann von Appenzell Ausserrhoden
- Signer, Peter (1929–2021), Schweizer Physiker
- Signer, Roman (* 1938), Schweizer Aktionskünstler
- Signer, Rudolf (1903–1990), Schweizer Chemiker
- Signer, Stefan (* 1951), schweizerischer Komponist und Musiker
- Signer, Walter (* 1937), Schweizer Radsportler
- Signeul, Anna (* 1961), schwedische Fußballspielerin
- Signeul, Elof (1770–1835), schwedischer Diplomat zur Zeit der Koalitionskriege
- Signol, Christian (* 1947), französischer SchriftstellerChristian Signol (* 1947)

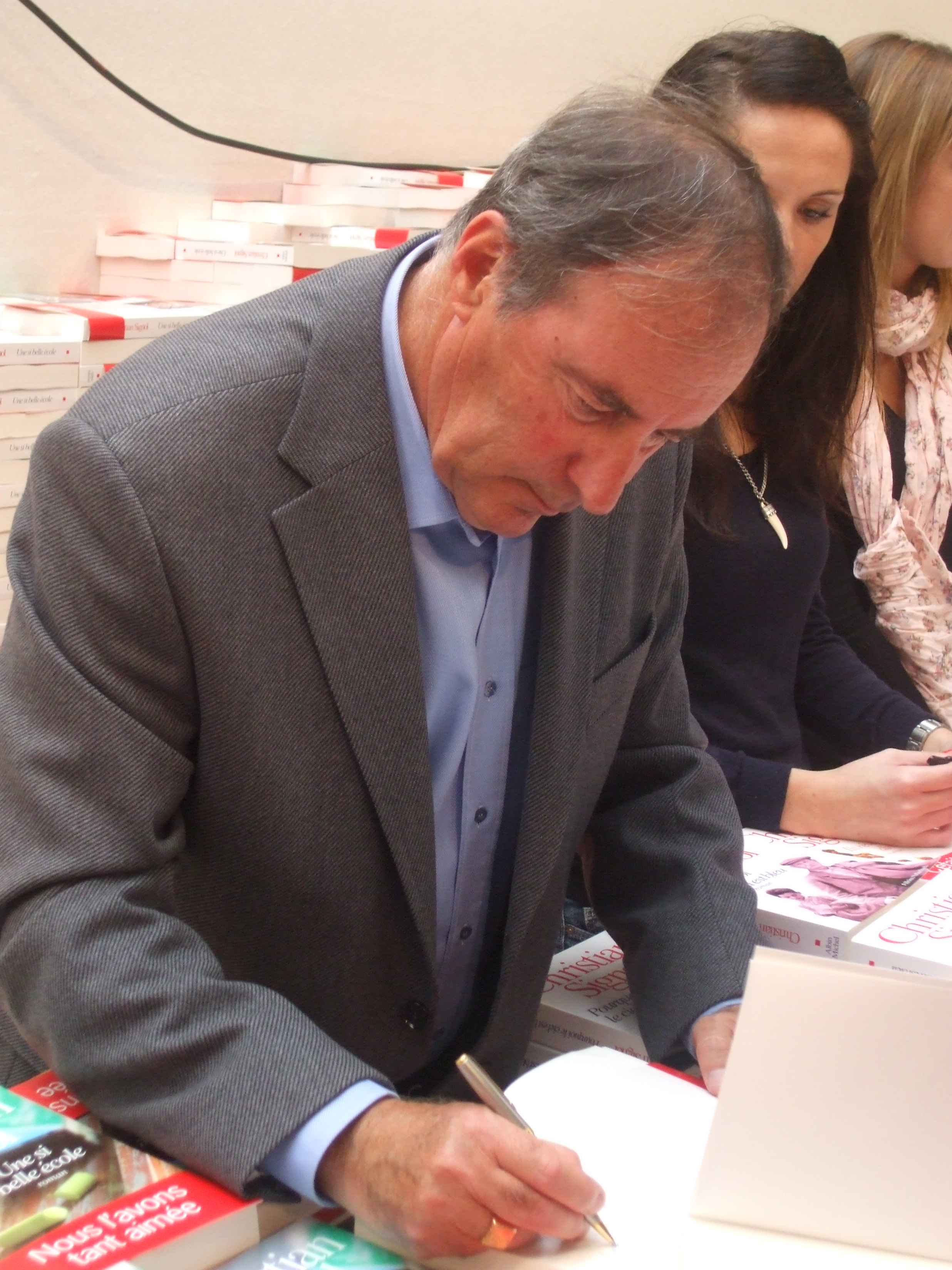
Christian Signol (* 1947)

- Signol, Émile (1804–1892), französischer Kirchenmaler und Kunstpädagoge
- Signon, Helmut (1923–1978), deutscher Journalist
- Signorell, Gioni (* 1949), Schweizer Architekt, Maler und Bildhauer
- Signorell, Ruth (* 1969), Schweizer Chemikerin und Hochschullehrerin
- Signorelli, Angelo (* 1959), italienischer Endurosportler
- Signorelli, Frank (1901–1975), US-amerikanischer Jazz-Pianist und Komponist
- Signorelli, Giuseppe (* 1947), italienischer Endurosportler
- Signorelli, Luca († 1523), italienischer Maler
- Signorelli, Olga (1883–1973), italienische Schriftstellerin, Journalistin und Übersetzerin aus dem Russischen
- Signoret, Simone (1921–1985), französische FilmschauspielerinSimone Signoret (1921–1985)

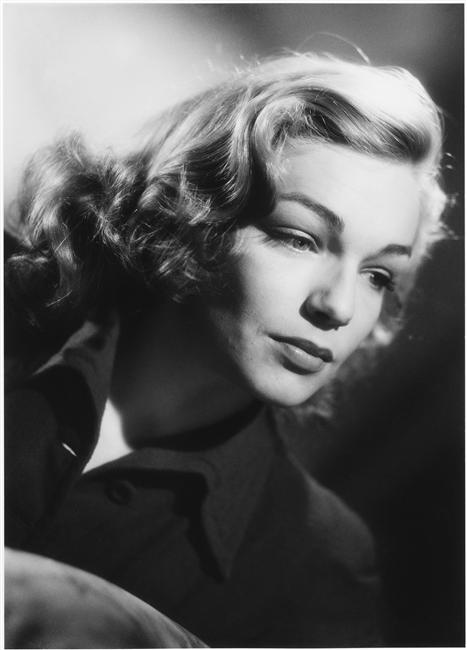
Simone Signoret (1921–1985)

- Signoret, Victor Antoine (1816–1889), französischer Entomologe
- Signoretti, Aldo, italienischer Friseur
- Signoretti, André (* 1979), italo-kanadischer Eishockeyspieler
- Signori, Gabriela (* 1960), Schweizer Historikerin und Hochschullehrerin
- Signori, Giuseppe (* 1968), italienischer Fußballspieler
- Signorile, James (* 1952), US-amerikanischer Komponist
- Signorile, Michelangelo (* 1960), US-amerikanischer Publizist
- Signorini, Alfonso (* 1964), italienischer Journalist, Fernsehmoderator und Autor
- Signorini, Antonio (1888–1963), italienischer Mathematiker und Ingenieurwissenschaftler
- Signorini, Ignazio (1801–1847), italienischer Kapuziner, päpstlicher Hausprediger
- Signorini, Telemaco (1835–1901), italienischer Maler
- Signorini, Veronica (* 1989), italienische Triathletin
- Signorino, Franck (* 1981), französischer Fußballspieler
- Signoris, Carla (* 1960), italienische Schauspielerin

### Sigo
- Sigonio, Carlo (1524–1584), italienischer Humanist und Historiker
- Sigouin, Benjamin (* 1999), kanadischer Tennisspieler
- Sigourney, Brita (* 1990), US-amerikanische Freestyle-Skisportlerin
- Sigourney, Lydia (1791–1865), US-amerikanische Schriftstellerin

### Sigr
- Sigrah, Yoslyn, mikronesische Anwältin und Frauenrechtsaktivistin
- Sigri, Maria (1908–2012), Schweizer Opernsängerin (Sopran)
- Sigrid (* 1996), norwegische MusikerinSigrid (* 1996)

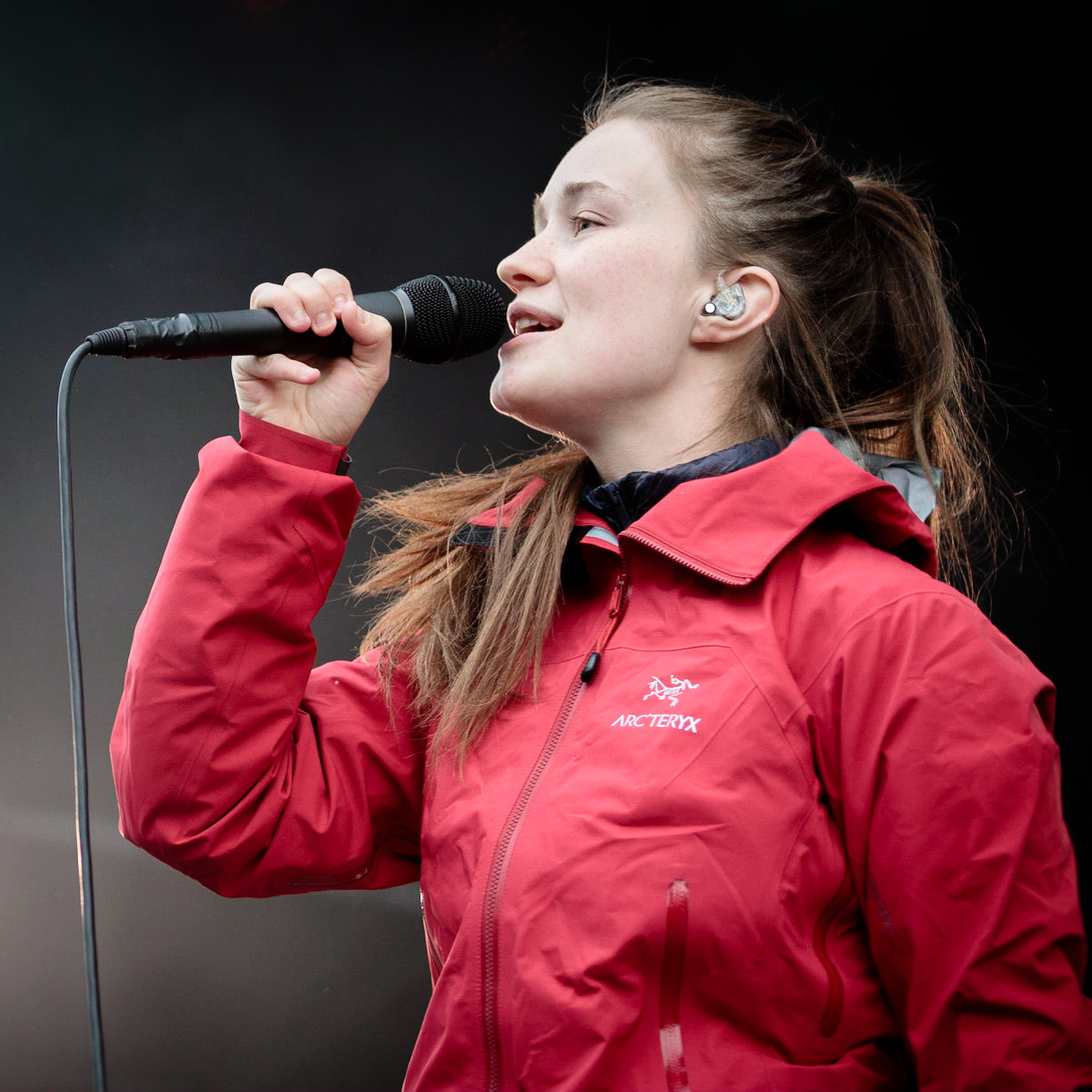
Sigrid (* 1996)

- Sigrid die Stolze, Königin von Schweden und Dänemark
- Sigríður Á. Andersen (* 1971), isländische Politikerin (Unabhängigkeitspartei)
- Sigrídur Bachmann (1901–1990), isländische Krankenschwester und Trägerin der Florence-Nightingale-Medaille
- Sigríður Eiríksdóttir (1894–1986), isländische Krankenschwester, Vorsitzende der INA, Trägerin der Florence-Nightingale-Medaille
- Sigríður Hagalín (1926–1992), isländische Schauspielerin
- Sigríður Hagalín Björnsdóttir (* 1974), isländische Journalistin und Autorin
- Sigríður Ingibjörg Ingadóttir (* 1968), isländische Politikerin (Allianz)
- Sigríður Lára Garðarsdóttir (* 1994), isländische Fußballspielerin
- Sigríður Tómasdóttir (1871–1957), isländische Umweltschützerin
- Sigríður Zoëga (1889–1968), isländische Fotografin
- Sigrist, Christian (1935–2015), deutscher Soziologe und Ethnologe
- Sigrist, Christoph (* 1963), Schweizer Pfarrer und AutorChristoph Sigrist (* 1963)

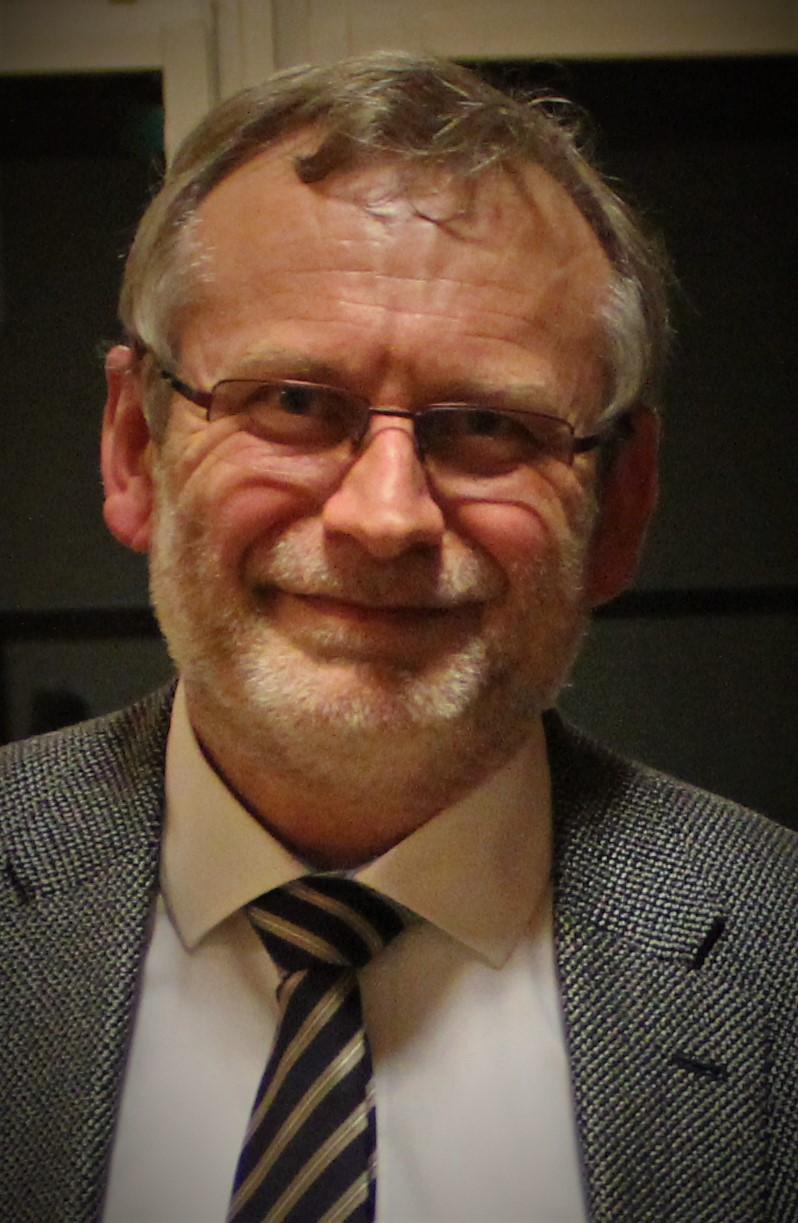
Christoph Sigrist (* 1963)

- Sigrist, Ernst (* 1947), Schweizer Graveur, Künstler und Grafiker
- Sigrist, Ernst C. (* 1956), Schweizer Schauspieler
- Sigrist, Eugen (1903–1942), deutscher Widerstandskämpfer gegen den Nationalsozialismus
- Sigrist, Franz (1727–1803), deutscher Maler und Stecher in Österreich
- Sigrist, Hans (1918–1999), Schweizer Historiker aus dem Kanton Solothurn
- Sigrist, Helmut (1919–2018), deutscher Diplomat
- Sigrist, Karl (1885–1986), deutscher Maler und Grafiker
- Sigrist, Kurt (* 1943), Schweizer Bildhauer
- Sigrist, Luca (* 1994), Schweizer Unihockeyspieler
- Sigrist, Luca (* 2005), Schweizer HandballspielerLuca Sigrist (* 2005)

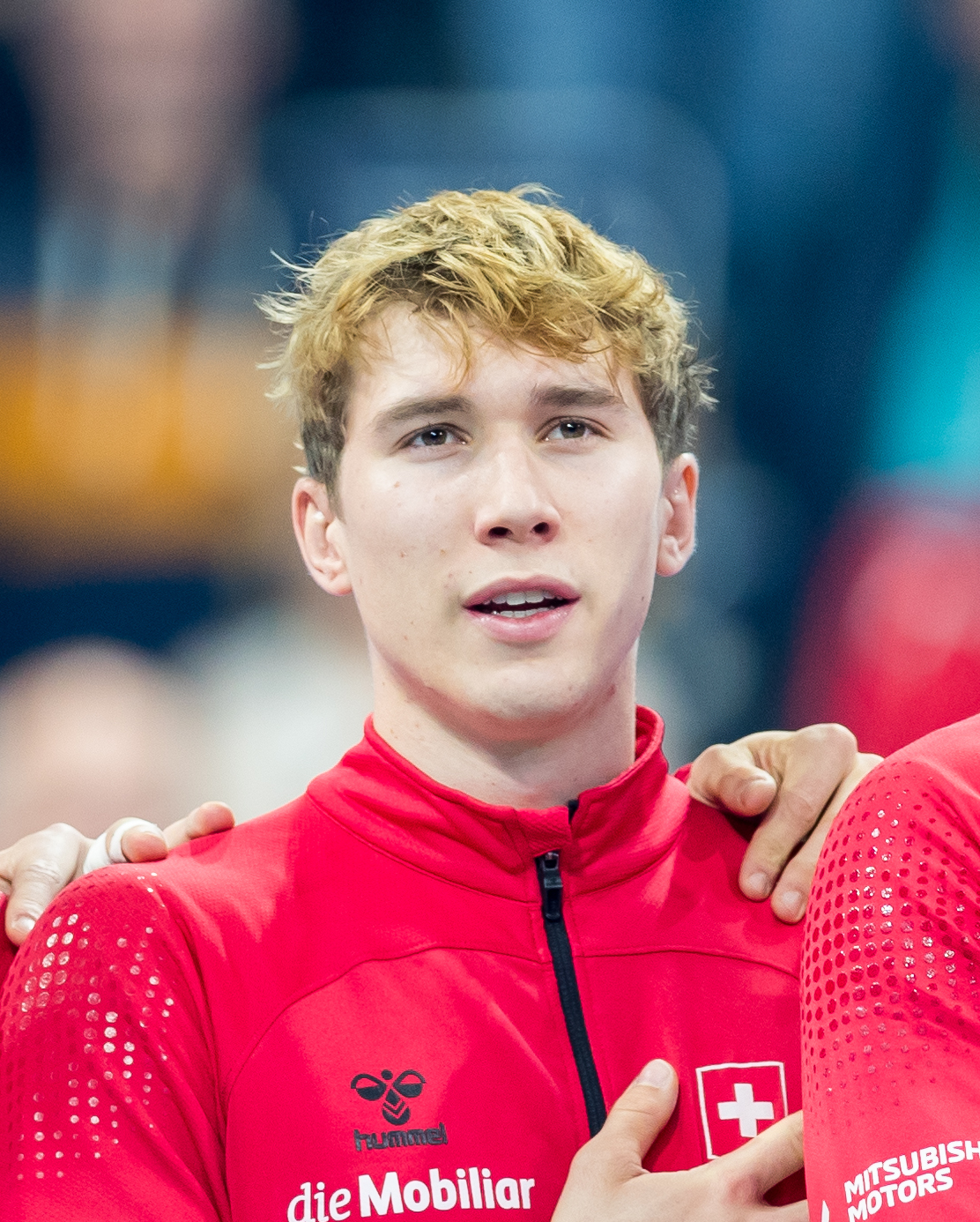
Luca Sigrist (* 2005)

- Sigrist, Marcel (1940–2024), französischer Exeget und Assyriologe
- Sigrist, Stephan (* 1967), deutscher Genetiker, Neurobiologe und Biochemiker
- Sigrist, Stephan (* 1975), Schweizer Autor und Redner
- Sigrist, Viktor (* 1960), Schweizer Bauingenieur
- Sigristen, Jakob Valentin (1733–1808), Schweizer Politiker
- Sigrún Edda Björnsdóttir (* 1958), isländische Schauspielerin
- Sigrún Einarsdóttir (* 1952), isländische Glaskünstlerin
- Sigrún Magnúsdóttir (* 1944), isländische Politikerin (Fortschrittspartei)
- Sigrún Ólafsdóttir (* 1963), isländische Bildende Künstlerin

### Sigs
- Sigsbee, Charles Dwight (1845–1923), US-amerikanischer Marineoffizier
- Sigsgaard, Thomas (1909–1997), dänischer Psychologe
- Sigsworth, Guy, britischer Musikproduzent und Songwriter

### Sigt
- Sigtryggur Daði Rúnarsson (* 1996), isländischer Handballspieler

### Sigu
- Sigua, Gabriel (* 2005), georgischer Fußballspieler
- Sigua, Tengis (1934–2020), georgischer Politiker, Premierminister Georgiens (1990–1991 und 1992–1993)
- Siguald, Patriarch von Aquileia
- Sigueni, Hicham (* 1993), marokkanischer Leichtathlet
- Sigüenza y Góngora, Carlos de (1645–1700), mexikanischer Universalgelehrter
- Sigulda, Tao (1914–2006), lettisch-brasilianischer Maler, Bildhauer, Architekt und Cineast
- Sigurbergur Sveinsson (* 1987), isländischer Handballspieler
- Sigurbjörg Þrastardóttir (* 1973), isländische Autorin
- Sigurbjörn Einarsson (1911–2008), isländischer Geistlicher, Oberhaupt der Isländischen Staatskirche
- Sigurd Eindridesson Tafse († 1252), Erzbischof von Nidaros
- Sigurd Håkonsson (895–962), Jarl im Trøndelag (Norwegen)
- Sigurd I. († 1130), norwegischer (Mit-)König
- Sigurd II. (1133–1155), König von Norwegen
- Sigurd Jonsson, norwegischer Staatsmann
- Sigurd Lavard († 1200), norwegischer Adliger
- Sigurd Magnusson († 1194), norwegischer Gegenkönig Øyskjeggene
- Sigurd Sigurdsson Markusfostre († 1163), norwegischer Gegenkönig
- Sigurd Slembe († 1139), norwegischer Thronprätendent in der Zeit des Bürgerkriegs
- Sigurðardóttir, Turið (* 1946), färöische Literaturwissenschaftlerin, Autorin und Übersetzerin
- Sigurdsdottir, Ragnhild, Frau Halvdans des Schwarzen
- Sigurdson, Snjolaug (1914–1979), kanadische Pianistin und Musikpädagogin
- Sigurdsson, Sigrid (* 1943), deutsche Künstlerin
- Sigurðsson, Torleif (1946–2008), färöischer Sportfunktionär
- Sigurðsson, Tórmóður († 1531), Løgmaður der Färöer
- Sigurður Árnason (* 1990), isländischer Eishockeyspieler
- Sigurður Bjarnason (* 1970), isländischer Handballspieler
- Sigurður Breiðfjörð (1798–1846), isländischer Dichter
- Sigurður Eggerz (1875–1945), isländischer Politiker und zweifacher Premierminister Islands
- Sigurður Einarsson (* 1960), isländischer Bankmanager
- Sigurður Einarsson í Holti (1898–1967), isländischer Schriftsteller, Politiker und Theologe
- Sigurður Grétarsson (* 1962), isländischer Fußballspieler und -trainer
- Sigurður Gylfi Magnússon (* 1957), isländischer Historiker
- Sigurður Helgason (1927–2023), isländischer Mathematiker
- Sigurður Hlöðvisson († 1014), Jarl von Orkney
- Sigurður Ingi Jóhannsson (* 1962), isländischer Politiker (Fortschrittspartei)
- Sigurður Jónsson (1878–1949), isländischer Schriftsteller
- Sigurður Jónsson (1922–2019), isländischer Schwimmer
- Sigurður Jónsson (1924–2003), isländischer Schwimmer
- Sigurður Jónsson (1959–1996), isländischer Skirennläufer
- Sigurður Jónsson (* 1966), isländischer Fußballspieler und -trainer
- Sigurður Kári Kristjánsson (* 1973), isländischer Politiker
- Sigurður Páll Jónsson (* 1958), isländischer Politiker (Zentrumspartei)
- Sigurður Ragnar Eyjólfsson (* 1973), isländischer Fußballspieler und -trainer
- Sigurður Sigurðsson (1914–1982), isländischer Leichtathlet
- Sigurður Sigurðsson (* 1976), isländischer Eishockeyspieler
- Sigurður Valur Sveinsson (* 1959), isländischer Handballspieler
- Sigurður Vigfússon (1828–1892), isländischer Goldschmied und Archäologie-Pionier
- Sigurgeir Sigurðsson (1890–1953), isländischer evangelisch-lutherischer Theologe
- Sigurjón Brink (1974–2011), isländischer Musiker und Komponist
- Sigurjón Ólafsson (1908–1982), isländischer Bildhauer
- Sigurjón Pétursson (1888–1955), isländischer Ringer
- Sigurjón Þórðarson (* 1964), isländischer Politiker (Liberale Partei Islands, Dögun, Flokkur fólksins)
- Sigurjonson, Gordon (1883–1967), isländisch-kanadischer Eishockeytrainer
- Sigurotti, Gianpaolo (* 1955), italienischer Radrennfahrer
- Sigurtà, Fulvio (* 1975), italienischer Jazzmusiker (Trompete, Flügelhorn, Komposition)
- Sigurveig Jónsdóttir (1931–2008), isländische Schauspielerin
- Sigusch, Joachim (* 1947), deutscher Fußballspieler
- Sigusch, Volkmar (1940–2023), deutscher Psychiater und Sexualwissenschaftler

### Sigv
- Sigvaldi Guðjónsson (* 1994), isländischer Handballspieler
- Sigvaldi Kaldalóns (1881–1946), isländischer Komponist und Arzt
- Sigvardsdotter, Ingar (* 1968), schwedische Schauspielerin
- Sigvarður Þéttmarsson († 1268), isländischer Geistlicher, Bischof von Skálholt

### Sigw
- Sigwald, Thomas, österreichischer Opernsänger (Tenor), Schauspieler und Theaterproduzent
- Sigwalt, Bruder, vorgebliche Verfasser einer spätmittelalterlichen Weissagung
- Sigward von Minden († 1140), Bischof von Minden
- Sigwart, Christoph von (1830–1904), deutscher Philosoph
- Sigwart, Georg (1881–1952), deutscher Klassischer Philologe, Heimatforscher und Gymnasialprofessor
- Sigwart, Georg Carl Ludwig (1784–1864), deutscher Biochemiker
- Sigwart, Georg Friedrich (1711–1795), deutscher Mediziner und Rektor der Universität Tübingen
- Sigwart, Hans-Jörg (* 1969), deutscher Politikwissenschaftler und Hochschullehrer
- Sigwart, Heinrich Christoph Wilhelm von (1789–1844), Philosoph und Professor der Philosophie in Tübingen
- Sigwart, Johann Georg (1554–1618), deutscher evangelischer Theologe, Professor der Theologie und Rektor der Universität Tübingen
- Sigwart, Ulrich (* 1941), deutscher Kardiologe
- Sigwin, Bischof von Speyer
- Sigwin († 1219), römisch-katholischer Geistlicher, Bischof von Cammin

### Sigx
- Sigxashe, Sizakele (1937–2011), südafrikanischer Nachrichtendienstchef